# Роуэн, Генри
Генри Роуэн (4 декабря 1923, Бостон − 12 декабря 2015, Менло-Парк, Калифорния) — американский инженер, филантроп, промышленник, бизнесмен, глава Inductotherm Industries Inc..

## Биография
Родился в Бостоне. В 1949 году получил степень бакалавра в области управлении промышленностью в Массачусетском технологическом институте. В 1955 году получает степень магистра по экономике в Оксфордском университете.
В 1992 году,  Генри Роуэн, в то время владелец компании по производству плавильных котлов, пожертвовал государственному колледжу Глассборо  100 миллионов долларов, что является самой крупной суммой единовременного пожертвования общественному учреждению в истории американской благотворительности. Колледж был назван в его честь, а в 1997 году получил статус университета и получил имя своего благотворителя. Умер в 2015 году, 12 ноября, в Менло-Парк, Калифорния.